# Komercijalna banka Skopje
Komercijalna Banka AD Skopje (mac. Комерцијална банка АД Скопје; w skrócie KBS; alb. Banka Komerciale SHA Shkup) – bank uniwersalny z siedzibą w Skopje w Macedonii Północnej.
Został założony w 1955 roku jako Komunalna Banka miasta Skopje i specjalizował się w depozytach ludności, kredytach mieszkaniowych oraz finansowaniu miejskich operacji budowlanych. Od 1955 roku przeszedł szereg przekształceń charakterystycznych dla systemu bankowego regionu: w 1990 roku został pierwszą spółką akcyjną w Macedonii pod nazwą Komercijalna Banka A.D. Skopje, od 2003 roku notowaną na Macedońskiej Giełdzie Papierów Wartościowych.
W 1995 roku bank wydał swoją pierwszą międzynarodową kartę kredytową, a rok później uruchomił pierwszy bankomat.
Obecnie Komercijalna Banka Skopje jest bankiem uniwersalnym, posiadającym licencję na wykonywanie różnorodnych operacji bankowych i łączącym różne funkcje bankowości komercyjnej: gromadzenia depozytów oszczędnościowych, działalności kredytowej oraz innych usług bankowych świadczonych na rzecz obywateli i przedsiębiorstw w zakresie krajowych i międzynarodowych operacji płatniczych czy pośrednictwa w zakupach zagranicznych walut, papierów wartościowych itp..